# استخراج نفت شیل
استخراج نفت شیل (انگلیسی: Shale oil extraction) اشاره به فرایند صنعتی برای تولید نفت غیرمتعارف دارد. در این روش کروژن به سنگ نفت و سپس نفت شیل تبدیل می‌شود. این تبدیل به کمک هیدروژنه کردن و آذرکافت یا انحلال حرارتی روی می‌دهد.

## روش‌های استخراج
برای استخراج این نفت روش‌های مختلفی وجود دارد.
- احتراق داخلی
- بازیافت مواد جامد داغ
- انتقال از طریق دیوار
- گازهای داغ تولیدشده در بیرون
- سیالات واکنشی